# Oldham Athletic Association Football Club 2020-2021
Questa voce raccoglie le informazioni riguardanti l'Oldham Athletic Association Football Club nelle competizioni ufficiali della stagione 2020-2021.

## Maglie e sponsor
| Casa | Trasferta | Terza maglia |

Fornitore tecnico: Hummel

## Rosa
| N. |                        | Ruolo | Calciatore                |
| -- | ---------------------- | ----- | ------------------------- |
| 1  | Irlanda (bandiera)     | P     | Ian Lawlor                |
| 2  | Inghilterra (bandiera) | D     | Harry Clarke              |
| 3  | Inghilterra (bandiera) | D     | Cameron Borthwick-Jackson |
| 4  | Portogallo (bandiera)  | D     | Sido Jombati              |
| 5  | Inghilterra (bandiera) | D     | Carl Piergianni           |
| 6  | Inghilterra (bandiera) | C     | Ben Garrity               |
| 7  | Australia (bandiera)   | A     | George Blackwood          |
| 8  | Inghilterra (bandiera) | C     | Callum Whelan             |
| 9  | Inghilterra (bandiera) | A     | Danny Rowe                |
| 10 | Inghilterra (bandiera) | C     | Davis Keillor-Dunn        |
| 11 | Inghilterra (bandiera) | C     | Bobby Grant               |
| 14 | Francia (bandiera)     | C     | Dylan Fage                |
| 15 | Inghilterra (bandiera) | D     | Kyle Jameson              |
| 16 | Belgio (bandiera)      | C     | Brice Ntambwe             |

| N. |                             | Ruolo | Calciatore               |
| -- | --------------------------- | ----- | ------------------------ |
| 17 | Inghilterra (bandiera)      | D     | Jordan Barnett           |
| 18 | Inghilterra (bandiera)      | D     | Conor McAleny            |
| 19 | Inghilterra (bandiera)      | C     | Zak Dearnley             |
| 20 | Italia (bandiera)           | D     | Andrea Badan             |
| 22 | Francia (bandiera)          | D     | Raphaël Diarra           |
| 24 | Rep. del Congo (bandiera)   | C     | Dylan Bahamboula         |
| 25 | Irlanda del Nord (bandiera) | C     | Alfie McCalmont          |
| 27 | Inghilterra (bandiera)      | A     | Vani Da Silva            |
| 28 | Inghilterra (bandiera)      | C     | Ben Hough                |
| 29 | Inghilterra (bandiera)      | A     | Junior Luamba            |
| 30 | Inghilterra (bandiera)      | P     | Mackenzie Chapman        |
| 31 | Inghilterra (bandiera)      | D     | David Wheater (capitano) |
| 33 | Inghilterra (bandiera)      | P     | Laurence Bilboe          |
| 34 | Inghilterra (bandiera)      | D     | Tom Hamer                |